# Lista de parques nacionais da Islândia
 Parques nacionais (3)
A Islândia tem atualmente três parques nacionais. Antes de 2008 havia quatro parques nacionais na Islândia, pois nesse ano Jökulsárgljúfur e Skaftafell foram fundidos e incorporados no Parque Nacional Vatnajökull, tornando-se assim o maior parque nacional da Europa.

## Parques nacionais
| Nome           | Fotografia | Localização         | Fundação | Área       |
| -------------- | ---------- | ------------------- | -------- | ---------- |
| Snæfellsjökull |            | Oeste da Islândia   | 2001     |            |
| Vatnajökull    |            | Sudeste da Islândia | 2008     | 12 000 km² |
| Þingvellir*    |            | Sul da Islândia     | 1928     |            |

### Ex-parques nacionais
| Nome            | Fotografia | Localização       | Fundação | Área      |
| --------------- | ---------- | ----------------- | -------- | --------- |
| Jökulsárgljúfur |            | Norte da Islândia | 1973     |           |
| Skaftafell      |            | Sul da Irlanda    | 1967     | 4 807 km² |